# 第2號交響曲 (貝多芬)
D大調第2號交響曲是路德維希·范·貝多芬的第36號作品，于1801年至1802年期間創作的四樂章交響曲。該作品作于逆境之中，卻有著充沛的力量和愉快的氣氛，被白遼士稱爲有著“微笑”般的歡樂。第2號交響曲亦標誌著貝多芬逐漸進入其成熟的中期階段。第三樂章獨創性地使用了諧謔曲（而非傳統的小步舞曲），這一做法後來成爲了19世紀交響曲寫作的慣例。

## 背景

### 創作歷程
該作品是貝多芬早期作品中較末的作品之一。早期的草稿可以追溯到1800年；但大部分創作于1802年夏秋。此時，貝多芬待在海利根施塔特，差不多也是在那個時間，貝多芬才知道自己的耳聾逐漸加重，而且不可逆轉。這對他打擊很大，他開始擔心起自己的社交和職業生涯。稍晚些他寫了著名的《海利根斯塔特遺書》，甚至企圖自殺，但對音樂的追求使他接受了生活。。
在該作品創作的時候，貝多芬的建樹遠不如舒伯特和莫札特在同年齡時大。該作品之後，他漸漸轉向了一條“新的道路”（如同他對其學生車爾尼所說的那樣），並發展出了有著濃郁個人特色的風格。

### 題獻與首演
該作品題獻給李赫諾夫斯基（Lichnowsky）親王。並于1803年4月5日在維也納河畔劇院首演，由貝多芬親自指揮。同時首演的還有其第3號鋼琴協奏曲，以及清唱劇《基督在橄欖山上》。當時的評論家對該作品表示贊許，但認爲它過於怪異。

### 出版
1804年3月，本曲分譜在維也納出版（哈斯靈格Haslinger），總譜則在1820年發行（西姆羅克Simrock）。

## 分析

### 配器
該作品使用雙管制，所需樂隊規模不大：

|  | 木管樂器： 2 長笛 2 雙簧管 2 單簧管（A調） 2 低音管 | 銅管樂器： 2 圓號（D調、E調） 2 小號（D調） 打擊樂器： 定音鼓 | 弦樂器： 第一、第二小提琴 中提琴 大提琴 低音提琴 |

依照工具書《管弦樂作品手冊》指示，上述之配器可簡記為"2 2 2 2—2 2 0 0—tmp—str"。值得注意的是，此曲的定音鼓部分改採實音記譜，此前都是首調記譜。

### 結構
該作品共四個樂章：
1. 甚柔板—有活力的快板（Adagio molto -- Allegro con brio）
2. 小廣板（Larghetto）
3. 諧謔曲：快板（Scherzo: Allegro）
4. 甚快板（Allegro molto）

全長約35分鐘。

#### 第一樂章
首樂章（甚柔板—有活力的快板），奏鳴曲式。由D大調的慢速引子開頭，經過多次轉調后回歸到主調。呈示部愉快、迅疾，主題在各種樂器之間傳遞，最終引出華麗的合奏。發展部主要使用了第一主題的素材。再現部中第二主題移到了主調。結尾處，B♭大調部分重現，並在充沛有力的D大調尾聲中結束。該樂章用主題簡潔、成熟。

#### 第二樂章
第二樂章（小廣板）是一部純樸的歌謠，受民歌及田園風格所影響，風格近似日後的《田園》。該樂章採奏鸣曲式，主題平和優美，有點哀傷的情感，彷彿由莫札特繼承而來。先在弦樂器上呈現，然後又加以裝飾。尾聲不長但卻充滿了幸福的感受。全樂章被貝多芬修改多次，但依然保持精悍。

#### 第三樂章
貝多芬在第三樂章沒有使用傳統的小步舞曲，而改用節奏快速、音樂趣味的諧謔曲，這一歷史性的舉動後來成爲了慣例。第三樂章的主題快而有力，但並不粗魯，被白遼士稱讚為“永恒的光榮、愛與熱情”，並比喻為仙王奧白朗手下的精靈。該樂章調性和配器都多有變化；包括一段專為雙簧管和巴松管的四重奏而作的曲調，還加上了典型而有趣的奧地利舞曲。第一樂章裏的五個音組成的節奏也在一個插段重現。結尾直截了當地進入第四樂章。

#### 第四樂章
末樂章（甚快板），二二拍。内含多個極快的弦樂段，愉快調皮，彷彿第二個諧謔曲。但是該樂章也有音樂及和聲上的複雜性。其開頭由第一小提琴演奏出上下滾動的樂句，好似“翻跟頭”一般。中間還包含有從第一樂章轉變來的部分，但轉瞬即逝。

## 評價、解讀與影響
當時的評論家站在海頓和莫札特交響曲的標準上，稱該作品“值得注意的一部大作，有著罕見的深度、力度和藝術性”，技巧較高，篇幅長；但他們也注意到了有活力的諧謔曲和別出心裁的終曲，從而稱該作品比較“怪異”，還有較爲極端的説法稱之爲“奄奄一息的惡龍拒絕死亡的嚎叫”。該作品對樂器的運用確實到了前所未有的地步，尤其是對管樂器的強調。
時至今日，該作品已有了很高的評價，如白遼士讚譽該交響曲“一切都高貴、有力、驕傲”。尤其值得注意的是該作品創作于非常不順利的時刻，但還有著撫慰般的優美和喜劇般的幽默。因而法國樂評卡米爾·貝萊格（Camille Bellaigne）將該作品稱爲“英雄的謊言”。

## 衍生作品
- 貝多芬曾將第2號交響曲改編為鋼琴三重奏（鋼琴、小提琴、大提琴），作品編號相同。

## 外部連結
- 貝多芬第2號交響曲：国际乐谱典藏计划上的乐谱